# Coupe d'Irak de football
La Coupe d'Irak de football a été créée en 1948.

## Palmarès
- 1948/49 : Sharikat Naft Al Basra 2-1 Kuliya Al Askariya Al Malikiya
- 1975/76 : Al Zawra Bagdad 5-0 Baladiyat
- 1976/77 : pas de Coupe
- 1977/78 : Al Qowa Al Jawia Bagdad 1-1 (5 t.a.b. à 3) Al Shorta Bagdad
- 1978/79 : Al Zawra Bagdad 3-1 Al Jaish Bagdad
- 1979/80 : Al Jaish Bagdad 1-1 (4 t.a.b. à 2 ) Al Talaba Bagdad
- 1980/81 : Al Zawra Bagdad 1-0 Al Talaba Bagdad
- 1981/82 : Al Zawra Bagdad 2-1 Al Talaba Bagdad
- 1982/83 : Al Jaish Bagdad 2-1 Al Shabab Bagdad
- 1983/84 : Al Sina'a Bagdad 0-0 (5 t.a.b. à 4) Al Shabab Bagdad
- 1984/85 : Coupe non terminée
- 1985/86 : pas de Coupe
- 1986/87 : Al-Rasheed SC 1-1 (4 t.a.b. à 3) Al Jaish Bagdad
- 1987/88 : Al-Rasheed SC 0-0 (4 t.a.b. à 3) Al Zawra Bagdad
- 1988/89 : Al Zawra Bagdad 3-0 Al Qowa Al Jawia Bagdad
- 1989/90 : Al Zawra Bagdad 0-0 (2 t.a.b. à 1) Al Shabab Bagdad
- 1990/91 : Al Zawra Bagdad 1-1 (4 t.a.b. à 3) Al Jaish Bagdad
- 1991/92 : Al Qowa Al Jawia Bagdad 2-1 Khutut
- 1992/93 : Al Zawra Bagdad 2-1 Al Talaba Bagdad
- 1993/94 : Al Zawra Bagdad 1-0 Al Talaba Bagdad
- 1994/95 : Al Zawra Bagdad 3-0 Al Jaish Bagdad
- 1995/96 : Al Zawra Bagdad 2-1 Al Shorta Bagdad
- 1996/97 : Al Qowa Al Jawia Bagdad 1-1 (8 t.a.b. à 7) Al Shorta Bagdad
- 1997/98 : Al Zawra Bagdad 1-1 (4 t.a.b. à 3) Al Qowa Al Jawia Bagdad
- 1998/99 : Al Zawra Bagdad 1-0 (a.p.b.e.o.) Al Talaba Bagdad
- 1999/00 : Al Zawra Bagdad 0-0 (4 t.a.b. à 3) Al Qowa Al Jawia Bagdad
- 2000/01 : pas de coupe
- 2001/02 : Al Talaba Bagdad 1-0 Al Shorta Bagdad
- 2002/03 : Al Talaba Bagdad 1-0 Al Shorta Bagdad
- 2003 à 2012 : pas de coupe
- 2012/13 : Coupe non terminée
- 2013 à 2015 : pas de coupe
- 2015/16 : Al Qowa Al Jawia Bagdad 2-0 Al Zawra Bagdad
- 2016/17 : Al Zawra Bagdad 1-0 Naft Al-Wasat Sports Club
- 2017/18 : pas de coupe
- 2018/19 : Al Zawra Bagdad1-0 Al-Kahrabaa
- 2019/20 : Coupe abandonnée
- 2020/21 : Al Qowa Al Jawia Bagdad 0-0 (4 t.a.b. à 2) Al Zawra Bagdad
- 2021/22 : Al-Karkh Sport Club 2-1 Al-Kahrabaa
- 2022/23 : Al Qowa Al Jawia Bagdad 1-0 Erbil SC
- 2023/24 : Al-Shorta Sports Club 1-0 Al Qowa Al Jawia Bagdad